# Принстонская школа общественных и международных отношений
Принстонская школа общественных и международных отношений (англ. Princeton School of Public and International Affairs, SPIA) — профессиональная академия государственной политики при Принстонском университете. Находится в городе Принстон, штат Нью-Джерси, США.
Школа начала выдавать студентам степень бакалавра с 1930 года и аспирантам с 1948 года. Сегодня школа присуждает три степени: магистр государственного управления (англ. M.P.A.), магистр государственной политики (англ. M.P.P.) и докторскую степень. Сейчас самая новая степень Принстонской школы общественных и международных отношений присуждается совместно с факультетом психологии Принстонского университета — это двойная степень психологии и общественной политики.

## История
Школа общественных и международных отношений была основана в Принстоне в 1930 году, в духе интересов Вудро Вильсона, который хотел готовить студентов к лидерству в общественных и международных отношениях. Первым начинанием Школы была междисциплинарная программа для студентов Колледжа свободных искусств (англ. Liberal Arts College) Принстонского университета, хотя введение аспирантуры планировалось с самого начала.
Аспирантура была введена в 1948 году. В том же году, Школа была переименована в Школу имени Вудро Вильсона, в честь двадцать восьмого президента США, который был выпускником Принстонского университета 1879 года, губернатором Нью-Джерси, и тринадцатым президентом Принстонского университета. На церемонии празднования сто пятидесятилетия университета в 1896 году, Вудро Вильсон выступил с речью, в которой он определил предназначение университета формулой «Принстон на службе нации» (англ. «Princeton in the Nation’s Service»). В 1990-х годах, Гарольд Шапиро (англ. Harold T. Shapiro), который был президентом университета, расширил этот девиз до формулы: «Принстон на службе нации, и на службе всех наций» (англ. «Princeton in the Nation's Service, and in the Service of All Nations»). Принстонский университет и Школа общественных и международных отношений имени Вудро Вильсона считают эту концепцию миссией образования.
В 1961 году выпускник 1926 года Чарльз Робертсон и его супруга Мари (англ. Charles and Marie Robertson) преподнесли Школе подарок исторического масштаба, для того чтобы расширять и укреплять аспирантуру как учреждение, где мужчины (а позже и женщины), посвятившие себя государственной службе приобретали знания и навыки, которые могли бы подготовить их к карьере в государственной службе, особенно в области международных отношений, после окончания Школы или позднее.

## Принстонская школа сегодня
Сегодня Принстонская школа обучает студентов как из США, так из других стран. Студенты и аспиранты Школы стремятся применять свои знания и навыки к решению насущных проблем как в национальной, так и международной сферах. В профессорско-преподавательский состав Школы входят выдающиеся учёные и практикующие специалисты в таких областях, как политика, экономика, социология, психология, физика, молекулярная биология и геонауки. Эти учёные, как индивидуально, так и в качестве членов академических центров и программ, реагируют и влияют на национальное и международное положение через посредство изучения политики. Это, в свою очередь, увеличивает глубину и жизненность программы преподавания Школы.